# Walter Dale Miller
Walter Dale Miller (* 5. Oktober 1925 in Viewfield, South Dakota; † 28. September 2015) war ein US-amerikanischer Politiker (Republikanische Partei). Er war zwischen 1993 und 1995 der 29. Gouverneur des Bundesstaates South Dakota.

## Frühe Jahre und politischer Aufstieg
Walter Miller besuchte die South Dakota School of Mines and Technology. Danach machte er eine beachtliche politische Karriere. Zwischen 1967 und 1986 war er ununterbrochen Abgeordneter im Repräsentantenhaus von South Dakota. In dieser Zeit war er zeitweise Fraktionschef der Republikaner und auch Parlamentspräsident (Speaker). Gleichzeitig fungierte er zwischen 1970 und 1985 als Präsident der Versicherungsgesellschaft Dakota National Life Insurance. Im Jahr 1984 unterstützte er den Präsidentschaftswahlkampf von Ronald Reagan und vier Jahre später den von George Bush. Im Jahr 1986 wurde er zum Vizegouverneur von South Dakota gewählt. Er war der erste Amtsinhaber, der dieses Amt hauptberuflich ausübte. Als am 19. April 1993 der amtierende Gouverneur George S. Mickelson bei einem Flugzeugabsturz ums Leben kam, musste Miller als dessen Stellvertreter das Amt übernehmen. 

## Gouverneur von South Dakota und weiterer Lebensweg
In den neun Monaten seiner Amtszeit förderte er die Schulpolitik. Er ermutigte auch die Bürger seines Staates einer Krankenversicherung beizutreten. Andere Schwerpunkte seiner kurzen Amtszeit waren die Entwicklung des ländlichen Raums und der Ausbau des Telekommunikationsnetzes. Dazu kamen noch Probleme, die von einem großen Hochwasser im Osten des Staates verursacht wurden. 1994 bewarb sich Miller um die Wiederwahl, unterlag aber bereits in den Vorwahlen dem früheren Gouverneur Bill Janklow.
Nach dem Ende seiner Amtszeit im Januar 1997 wurde er Viehzüchter in South Dakota. Walter Miller war verheiratet und Vater von vier Kindern sowie zwei Stiefkindern. Er starb am 28. September 2015, wenige Tage vor seinem 90. Geburtstag.